# 2011年3月英國

## 3月31日
- 對於利比亞外長穆薩·庫薩（Moussa Koussa）突然流亡英國尋求庇護，英政府發言人強調庫薩並不享有免被起訴的特權，且正被當局扣查。有利比亞反對派陣營人士，則指控庫薩有份策劃1988年的洛克比空難。BBC （页面存档备份，存于）
- 司法大臣祁淦禮宣佈將會私有化伯明翰監獄，並交由G4S保安營辦。雖然全英國目前已有13所由私人營建的外判監獄，但將公營監獄私有化則屬首次。BBC （页面存档备份，存于）

## 3月30日
- 外相夏偉林在下議院證實，英政府已驅逐五名利比亞的外交人員出境，指他們對英國安全「可能構成威脅」。與此同時，英揆大衛·卡梅倫透露英國在「某種情況下」，將不排除向利比亞反對派提供軍火，但強調現階段未作任何決定。BBC （页面存档备份，存于）
- 受緊縮開支政策影響，政府來年將削減英格蘭藝術協會1億英鎊經費，協會被迫停止向超過200間藝術組織提供撥款，並表示這是「一連串痛苦的決定」。英格蘭藝術協會去年從獎券基金獲得大約1.49億英鎊撥款，政府則承諾由2013年起從獎券基金多撥出8,000萬英鎊經費予協會。BBC （页面存档备份，存于）

## 3月29日
- 38名曾在2007年至2009年間於威爾斯一所公立醫院接受手術的病人，可能因手術器具未經徹底消毒而感染克雅二氏症。威爾斯衛生部門透露，疾病源頭是一名「具高度風險」的疑似克雅二氏症患者，該病人曾於2007年接受手術，院方在2009年再次為其準備施手術時，才發現其相關病歷，並立即停用有關的手術器具。部門表示已在周六發信通知受影響的38名病人，但強調他們受感染的「風險相當之低」，全球迄今亦只有六宗透過手術器具而感染的病例。BBC （页面存档备份，存于）
- 格拉斯哥與牛津郡的空氣樣品分別測出含有極微量的放射性碘，相信是來自日本的福島第一核電站，當局強調測試結果對環境和人體均沒有任何影響。BBC （页面存档备份，存于）

## 3月28日
- 英國航空工會新一輪投票，以平均每八票贊成對一票反對的比例，通過發動新一輪罷工。雖然工會方面較早前透露未有計劃在4月發動罷工，但投票結果令罷工有機會在復活節旺季期間進行。BBC （页面存档备份，存于）
- 英政府宣佈拒絕跟隨歐盟在2050年前禁止汽油及柴油車輛駛進市區中心的建議。歐盟方面則聲稱建議可減低對石油的依賴，及減少碳排放量六成。BBC （页面存档备份，存于）

## 3月27日
- 國防大臣霍理林醫生接受BBC訪問時透露，對利比亞採取聯合軍事行動的國家，均無計劃向卡達菲的敵對陣營提供軍火武器，並反駁《星期日泰晤士報》報導正草擬計劃提供軍火的說法。BBC （页面存档备份，存于）
- 商務大臣祈維信博士出席BBC清談節目時表示，政府會聆聽各大工會的聲音，但不會因為星期六的大規劃遊行示威已改變政府推行的削減公共開支政策。BBC （页面存档备份，存于）

## 3月26日
- 倫敦市中心有大規模遊行示威，反對聯合內閣的削減公共開支政策，主辦今次遊行的工會大會估計有逾25萬國民參與遊行。BBC （页面存档备份，存于）
- 司法大臣祁淦禮接受《衛報》訪問時表示，利比亞領袖卡達菲上校有可能向英國採取類似洛克比空難的「報復」，因此為保障英國的安全和利益，卡達菲有必要下台。BBC （页面存档备份，存于）

## 3月24日
- 財相歐思邦昨日向下院宣讀《財政預算案》，當中包括建議向北海油田徵收暴利稅，業界擔心徵稅會導致數千人失業，也會影響英國長遠能源供應的穩定性。BBC （页面存档备份，存于）
- 外相夏偉林表示，北約應該儘快在各國對利比亞的聯合軍事行動中，擔當帶頭的領軍角色。BBC （页面存档备份，存于）

## 3月23日
- 英國出生、曾兩奪奧斯卡最佳女主角獎的美國荷里活女影星伊莉沙伯·泰萊女爵士因病在洛杉磯逝世，終年79歲。BBC （页面存档备份，存于）、BBC （页面存档备份，存于）、BBC （页面存档备份，存于）、BBC （页面存档备份，存于）、BBC （页面存档备份，存于）、BBC （页面存档备份，存于）

## 3月22日
- 白金漢宮公開威廉王子與凱蒂·米德爾頓將在4月29日大婚當日使用的皇家御用馬車，預料當日禮成後，兩人會坐著馬車從西敏寺出發，接受夾道群眾的祝福。凱蒂在婚禮舉行前，將會乘坐皇家御用勞斯萊斯轎車前往西敏寺，皇儲查理斯與卡米拉伉儷去年乘坐同一轎車時，曾在倫敦街頭被反對大學加學費的示威學生襲擊，皇室方面現正全力修復轎車至最佳狀態。BBC （页面存档备份，存于）
- 受食品、燃料和衣物價格帶動，英國2011年2月的消費者物價指數比上月增加百分之0.4至百分之4.4。同期的零售物價指數亦上升百分之0.4至百分之5.5，水平是20年來最高。BBC （页面存档备份，存于）

## 3月21日
- 國防參謀長陸軍將領大衛·理查茲爵士表示，英國參與的聯合軍事任務，是要保護利比亞的平民百姓，聯合國的決議「並不准許」任務以該國領袖卡達菲為攻擊目標。對於較早時國防大臣霍理林醫生認為卡達菲「具潛在可能」成為攻擊目標，美國國防部長羅伯特·蓋茨認為有關言論「不智」。BBC （页面存档备份，存于）
- 下議院將就英國參與對利比亞的聯合軍事行動展開辯論，並會就軍事行動進行一項不具約束力的表決。根據現行做法，政府可無需經國會同意，自行決定是否出兵。BBC （页面存档备份，存于）

## 3月20日
- 財相歐思邦將於本周宣讀《財政預算案》，消息指出政府正計劃擱置原定在4月上調燃油稅的計劃。BBC （页面存档备份，存于）
- 一名64歲英籍救世軍女義工，在月初前往香港後失蹤四日，經警方搜查後在女義工姪女位於南丫島的家中沙發內，發現其屍體。警方初步扣查女死者姪女的馬爾代夫籍丈夫，懷疑女義工因金錢問題遇害。BBC （页面存档备份，存于）

## 3月17日
- 英國政府正派包機到日本東京，協助撤走當地的英國國民到香港。外交部表示，在今次災難受傷的國民可免費乘坐包機，其他國民要支付600英鎊機票費用，但外交部呼籲國民盡量使用商業民航班機。受福島第一核電廠輻射危機擴大威脅，英政府呼籲國民不要前往核電廠周邊80公里範圍。BBC （页面存档备份，存于）
- 中東國家巴林反政府示威持續，局勢惡化，外交部緊急呼籲英國國民離開巴林。BBC （页面存档备份，存于）

## 3月15日
- 距離開幕餘下500日，2012年倫敦奧運的門票正式開售，主辦單位表示，逾660萬張門票在未來六個星期在官方網站上發售，每張票價介乎20英鎊至最貴2,012英鎊，購票者均會獲公平對待，所有超額認購的賽事和節目，會以抽籤形式分配門票。BBC （页面存档备份，存于）
- 英國第二隊救援隊伍啟程前往日本救災，首隊隊伍在3月15日協助清理大船渡市大片地方，但未有找到任何生還者。此外，外交部正「嚴肅關注」部份仍然下落不明的英國國民，但未有提供進一步資料。BBC （页面存档备份，存于）

## 3月14日
- 外交部迄今接獲超過4,000個求助電話，查問身在日本的親友下落。外相夏偉林表示，政府仍在估算失蹤英國國民的數字，並緊急呼籲身在日本的國民報平安。他又指出，英國一隊救援隊伍已抵達海嘯重災區大船渡市展開搜救。BBC （页面存档备份，存于）
- 聯合政府將於下周宣讀《財政預算案》，工黨黨魁文立彬與影子財相博雅文在一個場合上簡報該黨立場，要求政府向銀行賺取的花紅開徵新稅，以及寬減徵收於汽油的增值稅。BBC （页面存档备份，存于）

## 3月12日
- 外相夏偉林表示，一隊由63人組成的專家救援隊伍，將由曼徹斯特啟程前往日本參與救災。救援隊伍將帶同共重11公噸的器材，以及足夠10日的糧食和帳幕，確保隊伍自給自足。外交部迄今未收到任何英國國民在日本東北海域大地震傷亡的報告，不過英國駐日大使館至今仍設法聯絡多名失蹤的英國國民。BBC （页面存档备份，存于）
- 白金漢宮宣佈，由於沙地阿拉伯局勢不穩，安德魯王子取消原訂本周以英國特別貿易代表身份訪問該國的行程。BBC （页面存档备份，存于）

## 3月11日
- 英女皇伊利沙伯二世致函日本天皇明仁，對日本東北海域大地震導致「人命傷亡慘重」致以深切慰問。外相夏偉林主持危機應對委員會會議後，表示英國會盡力向日本提供人道援助和派遣救援隊伍。BBC （页面存档备份，存于）
- 身在比利時布魯塞爾出席歐盟緊急峰會的英揆大衛·卡梅倫表示，歐盟成員國應該立場一致，促請利比亞領袖卡達菲盡快交出政權。英國和法國現在亦正尋求各國支持，希望聯合國通過決議將利比亞列作軍事禁飛區。BBC （页面存档备份，存于）

## 3月10日
- 由下議院各黨派議員組成的公共行政專責委員會認為，隨著下院議員人數在下之大選後減少，政治任命官員數目也應該相應減少。BBC （页面存档备份，存于）
- 前首相馬卓安爵士接受訪問時指出，無論國際社會對利比亞採取任何行動，都可能會帶來「真正的危機」，他表示支持英揆大衛·卡梅倫提出將該國劃作軍事禁飛區的建議，但同時承認建議存有危險。BBC （页面存档备份，存于）

## 3月8日
- 英國在利比亞的外交行動再爆出醜聞，繼一隊執行機密任務的特種部隊被當地反對派生擒和遣返後，一名剛從利比亞返回英國的28歲英籍女子，批評得不到外交部的充份協助。該女子表示與兩名年幼女兒滯留的黎波里期間花光身上金錢，但外交部要考慮上36小時，才決定為她支付往機場的的士車資。外交部一度要該女子承諾返國後補回由的黎波里經突尼斯和德國法蘭克福返英、合共1,400鎊的機票費用。外交大臣夏偉林回應事件時，指外交部已盡一切能力提供協助，又表示不會討回機票費用。BBC （页面存档备份，存于）
- 有負責在上周駕駛軍機飛往利比亞沙漠內陸撤走被困英籍油田工人的皇家空軍機師透露，軍機降落時只靠一份Google地圖黑白影印本判斷地形，批評軍方沒有準備充足資料。BBC （页面存档备份，存于）

## 3月6日
- 英女皇伊利沙伯二世將於今年歷史性訪問愛爾蘭，確實日期待定，如果訪問成行，她將是愛爾蘭1948年正式獨立以來首位訪問該國的英國君主。對上一次訪問當地的是英皇喬治五世，時維1911年，外界普遍相信今次訪問將有助兩國關係正常化。
- 對於約克公爵安德魯王子被揭發認識一名在美國被判監的戀童富商，外相夏偉林為約克公爵辯護，指他作為貿易大使，對英國經貿事務有莫大貢獻，而安德魯的私人秘書則指外間對其有關批評屬「毫無根據」。BBC （页面存档备份，存于）

## 3月5日
- 英倫銀行行長金默文接受《每日電訊報》訪問時批評，銀行界盲目追棒短期利益而犧牲客戶，又質疑現行的花紅制度存在缺陷，擔心如未能有效改革制度，會觸發另一次金融危機。BBC （页面存档备份，存于）
- 鑑於也門局勢惡化，外交部向國民發出旅遊警告，呼籲如非必要切勿前往當地。較早時候外交部亦已呼籲也門的英國僑民和國民儘早離開。BBC （页面存档备份，存于）

## 3月4日
- 威爾斯地區就是否擴大威爾斯國民議會的職權展開公投，初步結果顯示公投議案獲得通過，投票率估計為百分之35。假如公投結果落實，議會將由英國國會取得在醫療和教育等二十個範疇上的立法權力。BBC （页面存档备份，存于）
- 對於外界批評倫敦政治經濟學院與利比亞領袖卡達菲的家族過從甚密，院長霍華德·戴維思爵士（Sir Howard Davies）宣佈就事件引咎辭職。戴維思承認，學院在早年接受卡達菲家族的30萬英鎊捐獻，的確影響校譽，院方除決定捐出全數款項外，又調查卡達菲次子賽義夫在該校撰寫的博士論文是否抄襲。戴維思將留任至校方覓得繼任人為止，校董會亦委任前首席法官及倫敦大學學院校董會前主席伍爾夫勳爵主持一個獨立委員會，調查學院與利比亞的關係是否恰當，並為收受捐助制定指引。BBC （页面存档备份，存于）

## 3月3日
- 政府宣佈由5月起，來自八個自2004年起成為歐盟成員國的歐洲國家新移民，可在英國申領全數社會福利。工作及退休金部預計國內大約有10萬名新移民受惠，但強調政府會繼續防止福利被濫用，以及杜絕「福利旅遊」的出現。BBC （页面存档备份，存于）
- 政府表示近年收到太多公務員職位的求職申請，令政府要耗費大量時間處理申請，亦難以在眾多申請中揀選合適者，政府正積極研究方法減少申請人數目。以2009年進行的畢業生應募計劃為例，雖然只有數百個空缺，但當局收到15,000宗申請。BBC （页面存档备份，存于）

## 3月2日
- 內政大臣文翠珊在倫敦會見英格蘭和威爾斯的警隊各界代表，表示警務人員與其他公務員一樣要在未來兩年接受凍薪。她指出，目前用於英格蘭及威爾斯的警務經費達110億英鎊，其中四分之三用於薪俸開支，政府有必要改變這種局面。她認為削減警務人員薪俸，能有助政府保留更多前線警務人員的編制數目。不過，有警務人員協會代表批評文翠珊「明顯低估」警員的工作價值，指其決定會打擊警隊士氣。BBC （页面存档备份，存于）
- 雖然各國對利比亞設立軍事禁飛區的建議反映冷淡，但英揆大衛·卡梅倫堅持建議有助各國從空路對利比亞展開人道救援。BBC （页面存档备份，存于）

## 3月1日
- 政府計劃停止對16個國家的直接發展援助，同時凍結對印度的援助水平。不過政府的對外經援撥款經費維持不變，未來重點投放更多資源援助孟加拉、尼日利亞和巴基斯坦等有真正需要的國家。在野工黨對決定表示歡迎。BBC （页面存档备份，存于）
- 政府宣佈正準備為陷於亂局的利比亞提供人道主義援助，聯合國估算過去數周有大約10萬人從利比亞逃往毗連的突尼西亞和埃及，內閣方面正考慮是否提出將利比亞列為軍事禁飛區。BBC （页面存档备份，存于）

| 依月份排列新聞動態 |
| \| - 2014年英國：1月 - 2月 - 3月 - 4月 - 5月 - 6月 - 7月 - 8月 - 9月 - 10月 - 11月 - 12月 - 2013年英國：1月 - 2月 - 3月 - 4月 - 5月 - 6月 - 7月 - 8月 - 9月 - 10月 - 11月 - 12月 - 2012年英國：1月 - 2月 - 3月 - 4月 - 5月 - 6月 - 7月 - 8月 - 9月 - 10月 - 11月 - 12月 - 2011年英國：1月 - 2月 - 3月 - 4月 - 5月 - 6月 - 7月 - 8月 - 9月 - 10月 - 11月 - 12月 - 2010年英國：1月 - 2月 - 3月 - 4月 - 5月 - 6月 - 7月 - 8月 - 9月 - 10月 - 11月 - 12月 - 2009年英國：1月 - 2月 - 3月 - 4月 - 5月 - 6月 - 7月 - 8月 - 9月 - 10月 - 11月 - 12月 - 2008年英國：1月 - 2月 - 3月 - 4月 - 5月 - 6月 - 7月 - 8月 - 9月 - 10月 - 11月 - 12月 檢閱 \| |
| - 2014年英國：1月 - 2月 - 3月 - 4月 - 5月 - 6月 - 7月 - 8月 - 9月 - 10月 - 11月 - 12月 - 2013年英國：1月 - 2月 - 3月 - 4月 - 5月 - 6月 - 7月 - 8月 - 9月 - 10月 - 11月 - 12月 - 2012年英國：1月 - 2月 - 3月 - 4月 - 5月 - 6月 - 7月 - 8月 - 9月 - 10月 - 11月 - 12月 - 2011年英國：1月 - 2月 - 3月 - 4月 - 5月 - 6月 - 7月 - 8月 - 9月 - 10月 - 11月 - 12月 - 2010年英國：1月 - 2月 - 3月 - 4月 - 5月 - 6月 - 7月 - 8月 - 9月 - 10月 - 11月 - 12月 - 2009年英國：1月 - 2月 - 3月 - 4月 - 5月 - 6月 - 7月 - 8月 - 9月 - 10月 - 11月 - 12月 - 2008年英國：1月 - 2月 - 3月 - 4月 - 5月 - 6月 - 7月 - 8月 - 9月 - 10月 - 11月 - 12月 檢閱       |